# دوري كرة القدم الألباني الدرجة الأولى 2001–02
دوري كرة القدم الألباني الدرجة الأولى 2001–02 هو موسم من دوري كرة القدم الألباني الدرجة الأولى ‏. فاز فيه KF Elbasani ‏.